# Destiny Watford
Destiny Watford, est une militante américaine de l'environnement. 
Elle est connue pour s'être opposée à un projet d'incinérateur, le plus grand des États-Unis à  Curtis-Bay dans la banlieue de Baltimore.

## Opposition au projet d'incinérateur de Curtis-Bay
En 2010, alors qu'est déclaré un projet d'usine d'incénération de 4 000 tonnes de déchets par jour, à Curtis Bay, Destiny Watford, étudiante de Baltimore, âgée de 17 ans, vivant à proximité de site, mobilise la communauté de Curtis Bay contre le projet.
Cette mobilisation est appuyée par une étude réalisée en 2013 par le Massachusetts Institute of Technology, montrant que 130 décès par an, au Maryland, pour 100 000 habitants sont dus à la pollution, ce qui fait de l'état du Maryland, l'état le plus pollué des États-Unis.
À la suite de l'action de Destiny Watford, le Maryland Department of the Environment annule le projet d'incinérateur en 2016.

## Distinctions
- 2016 : co-lauréate du prix Goldman pour l'environnement[1].